# Nie zdarza się
Nie zdarza się – album zespołu Profanacja wydany w 2009 roku przez wydawnictwo Pasażer na CD. Utwory 8 i 10 są nowymi aranżacjami starych piosenek zespołu.

## Lista Utworów
1. „Siedem córek”  (muzyka – S. Stec)
2. „Pod latarniami”  (muzyka – S. Stec)
3. „Od zmierzchu do świtu”  (muzyka – S. Stec)
4. „Resztek racji”  (muzyka – S. Stec)
5. „Brudny i zły”  (muzyka – S. Stec)
6. „Gala dla żądnych krwi”  (muzyka – S. Stec/A. Bąk)
7. „Zmiana”  (muzyka – S. Stec)
8. „Pielgrzym”  (muzyka – S. Stec)
9. „Święty od zaraz”  (muzyka – S. Stec)
10. „Dobre czasy dla kameleonów”  (muzyka – S. Stec/A.Bąk)
11. „Nie zdarza się”  (muzyka – S. Stec)
12. „One race”  (muzyka – S. Stec)

## Skład
- Arkadiusz Bąk – śpiew, gitara basowa, teksty
- Sławomir Stec – gitara, chórki
- Kazimierz „Bonzo” Dudek – perkusja

Gościnnie
- Elwira Kulig – śpiew
- Jacek Jański – djembe
- Jakub Kowalski – śpiew
- Marek Kowalski – śpiew